# Джай Уиндинг
Джай Уиндинг (на английски: Jai L. Winding) е американски кийбордист и музикален продуцент. Произхожда от датската творческа фамилия Уиндинг от Копенхаген. Син е на джаз тромбониста Кай Уиндинг. Явява се братовчед на датския писател Томас Уиндинг, който от своя страна е баща на музиканта Каспер Уиндинг и актрисата Алберте Уиндинг.
Джай Уиндинг е гостуващ за определени сесии (студийни записи и концерти) музикант, който никога не е бил член на някоя определена група. За първи път се появява в музиката в началото на 70-те години на XX век, включително като работи за Би Джийс. Уиндинг прави допълнителни записи за артистите Джаксън Браун, Боз Скагс, Бони Райт, Дейв Мейсън, Гари Райт, Мистър Биг, Дона Съмър и Стиви Никс. Дори изпълнители като Мадона и Майкъл Джексън също ползват услугите му. Той също пише музика за телевизионния сериал „Семейство Симпсън“ и участва в „Алвин и катеричоците“.

## Избрана дискография
| Албуми                       | Албуми        | Албуми               | Албуми             |
| Заглавие                     | Изпълнител    | Лейбъл               | Година на издаване |
| ---------------------------- | ------------- | -------------------- | ------------------ |
| Share My Love                | Глория Джоунс | Motown               | 1973               |
| Welcome To The World Of Riot | Риот          | Motown               | 1974               |
| Late For The Sky             | Джаксън Браун | Asylum Records       | 1974               |
| You Can Lose It              | Дейв Мейсън   | CBS                  | 1975               |
| Home Plate                   | Бони Райт     | Warner Bros. Records | 1975               |
| Photographic Smile           | Мистър Биг    | Arista               | 1976               |
| Today                        | Маюми Ицува   | UMI                  | 1977               |
| Down Two Then Left           | Боз Скагс     | Columbia             | 1977               |
| Everyman a King              | Джай Уиндинг  | Avalon               | 1982               |
| Shout at the Devil           | Мотли Крю     | Elektra Records      | 1983               |
| Theatre of Pain              | Мотли Крю     | Elektra Records      | 1985               |
| Change of Address            | Крокус        | Arista               | 1986               |

## Видеография
| Видеоалбуми                                                       | Видеоалбуми       | Видеоалбуми                 | Видеоалбуми        |
| Заглавие                                                          | Изпълнител        | Джай Уиндинг                | Година на издаване |
| ----------------------------------------------------------------- | ----------------- | --------------------------- | ------------------ |
| A Little More Love                                                | Оливия Нютън-Джон | пиано                       | 1978               |
| Totally Hot                                                       | Оливия Нютън-Джон | пиано                       | 1979               |
| Ciao, Italia! – Live from Italy                                   | Мадона            | кийборд                     | 1987               |
| Who's That Girl – Live in Japan                                   | Мадона            | кийборд                     | 1987               |
| Blond Ambition – Japan Tour 90                                    | Мадона            | кийборд, музикален директор | 1990               |
| Blond Ambition World Tour Live 90                                 | Мадона            | кийборд, музикален директор | 1990               |
| Live! Blond Ambition World Tour 90 from Barcelona Olympic Stadium | Мадона            | кийборд, музикален директор | 1990               |
| В легло с Мадона                                                  | Мадона            | музикален директор          | 1991               |
| The Girlie Show – Live Down Under                                 | Мадона            | музикален директор          | 1993               |

## Саундтраци
| Саундтраци от „Семейство Симпсън“ | Саундтраци от „Семейство Симпсън“                                                                                                  | Саундтраци от „Семейство Симпсън“ |
| Заглавие                          | Песни в албума | Джай Уиндинг                      |
| --------------------------------- | --- | --------------------------------- |
| The Simpsons Sing the Blues       | School Day, I Love to See You Smile                                                                                                | пиано                             |
| The Simpsons Sing the Blues       | Moanin' Lisa Blues, God Bless the Child, I Love to See You Smile, Look at All Those Idiots, Sibling Rivalry                        | асоцииран продуцент               |
| The Simpsons Sing the Blues       | Born Under a Bad Sign, Moanin' Lisa Blues, God Bless the Child, I Love to See You Smile, Look at All Those Idiots, Sibling Rivalry | кийборд                           |
| The Yellow Album                  | Funny How Time Slips Away | кийборд                           |
| The Simpsons Sing the Blues       | Moanin' Lisa Blues, God Bless the Child, I Love to See You Smile, Look at All Those Idiots, Sibling Rivalry                        | програминг                        |
| The Simpsons Sing the Blues       | Moanin' Lisa Blues, Look at All Those Idiots, Sibling Rivalry                                                                      | автор на текста                   |
| The Yellow Album                  | Twenty-Four Hours a Day | автор на текста                   |